# Biosphärenreservat Bras d’Or Lake
Das Biosphärenreservat Bras d’Or Lake (gelegentlich auch Biosphärenregion Bras d’Or Lake; englisch Bras d’Or Lake Biosphere Reserve, französisch Réserve de la biosphère de Bras d’Or Lake) ist ein im Jahr 2011 von der UNESCO, mit dem Programm Der Mensch und die Biosphäre (englisch Man and the Biosphere Programme (MAB)), anerkanntes Biosphärenreservat. Es liegt im Nordosten der kanadischen Provinz Nova Scotia, auf der Kap-Breton-Insel. Die verschiedenen Schutzzonen des Biosphärenreservates gruppieren sich um den namensgebende Bras d’Or Lake.
Das Biosphärenreservat Bras d’Or Lake ist eines von derzeit 19 Biosphärenreservaten in Kanada und neben dem Biosphärenreservat Southwest Nova eins von zwei dieser Schutzgebiete in der Provinz.
Das Gebiet des Biosphärenreservates umgibt den Bras d’Or Lake. Etwa ein Drittel der Gesamtfläche des Schutzgebietes sind Gewässer. Dabei erstreckt sich das Schutzgebiet auch auf alle vier Countys auf der Insel. Außerdem liegt es im traditionellen Siedlungsgebiet der Mi’kmaq. Weiterhin umfasste das Biosphärenreservat auch mehrere der Provincial Parks in Nova Scotia, wie den Barrachois Provincial Park, den Battery Provincial Park, den Ben Eoin Provincial Park, den Groves Point Provincial Park, den Uisge Bàn Falls Provincial Park und den Whycocomagh Provincial Park, sowie weitere Schutzgebiete. wie die Baddeck River Wilderness Area, die Humes River Wilderness Area, die Middle River Wilderness Area, die North River Wilderness Area oder die Trout Brook Wilderness Area.